# Евехма
Евехма или Еуехма (грч. Εὐαίχμη) је у грчкој митологији било име више личности.

## Митологија
- Кћерка краља Мегаре, Мегареја и Ифиноје, према Паусанији, Алкатојева друга супруга.[1] Он је њу, заједно са престолом Мегаре, добио као награду јер је ту земљу ослободио лава. У Мегари је поштован као херој и његов гроб, као и Евехмин гроб, налазили су се близу светилишта њему посвећеном.[2]
- Кћерка Хила и Јоле, која је, према Паусанији, била удата за Аргонаута Поликаона.[1]